# خوانیو (بازیکن فوتبال، زاده ۱۹۸۱)
خوانیو (انگلیسی: Juanjo؛ زادهٔ ۳ اکتبر ۱۹۸۱) بازیکن فوتبال اهل اسپانیا است.
از باشگاه‌هایی که در آن بازی کرده‌است می‌توان به باشگاه فوتبال لوگو، باشگاه فوتبال میراندس، باشگاه فوتبال آلکورکون، باشگاه فوتبال کادیس، باشگاه فوتبال گرانادا، و باشگاه فوتبال اتلتیکو مادرید بی اشاره کرد.